# Quintus Appuleius Pansa
Quintus Appuleius Pansa war ein römischer Staatsmann um 300 v. Chr.
Nur der Vorname seines Großvaters, Gaius, ist in den Konsularfasten erhalten; ein Vorfahr könnte der Volkstribun des Jahres 391, Lucius Apuleius, gewesen sein, der Marcus Furius Camillus anklagte und in die Verbannung schickte. Zum Konsulat gelangte Pansa wahrscheinlich als homo novus im Jahr 300 – angeblich zusammen mit Marcus Valerius Corvus, vermutlich aber eher mit dessen Sohn Marcus Valerius Maximus (Corvinus). In dem nach Livius ereignislosen Jahr begann er die Operationen gegen die umbrische Stadt Nequinum, blieb dabei aber erfolglos.
Über sein weiteres Leben oder mögliche Nachkommen ist nichts bekannt. Im 2. und 1. Jahrhundert erscheinen vereinzelt Appuleii in niedrigen Ämtern. Der bekannteste unter ihnen ist der berüchtigte Volkstribun von 103 v. Chr., Lucius Appuleius Saturninus.